# Sama' Abdulhadi
Pour les articles homonymes, voir Sama.
Sama' Abdulhadi (arabe : سماء عبد الهادي ; née à Amman, en Jordanie), aussi connue sous les noms Sama' et Skywalker, est une musicienne, disc jockey et productrice palestinienne de musique électronique, basée à Paris. Elle est considérée comme la DJ palestinienne la plus connue.

## Biographie

### Jeunesse et débuts
Sama' Abdulhadi naît en 1991 à Amman en Jordanie où ses parents, cisjordaniens, sont exilés depuis 1969. Quand elle a 4 ans, la famille se réinstalle à Ramallah à la suite des accords d'Oslo. Elle y est témoin de la seconde intifada. Elle est amenée à la musique par le piano, qu'elle apprend dès ses quatre ans puis par le rap, participant notamment à des battles. En 2006, elle commence à mixer en amateur du hip-hop puis de la trance. C'est son frère, de retour de Jordanie, qui lui fait entre autres découvrir Tiestö. C'est sa première introduction à la musique électronique, genre très confidentiel en Palestine à l'époque.
Elle commence ses études à Beyrouth en 2008. Elle y découvre une scène électronique bien plus développée, assistant entre autres à des sets de Popof, Nicole Moudaber, Stephan Bodzin ou Satoshi Tomiie qui la marque particulièrement. Elle abandonne ses études un an plus tard mais retourne en Palestine avec une culture plus axée techno. Ses parents l'encouragent alors à poursuivre ses études plus vers la musique, c'est ainsi qu'elle part étudier l'ingénierie du son en Jordanie puis à la SAE de Londres en 2011. Parallèlement, elle commence à jouer ses premiers sets dans les bars de Ramallah puis en rejoignant le Jazar Crew, premier sound system à organiser des fêtes techno en Palestine. C'est là qu'elle choisit le pseudonyme Skywalker, jeu de mots fondé entre autres sur son prénom, sans rapport avec la série Star Wars qu'elle n'a alors jamais vu. Elle travaille ensuite un temps dans la production sonore pour le cinéma au Caire. Elle s'intéresse alors à la scène underground de la ville et y fonde le label Awyav, qui promeut la scène électronique indépendante arabe.
En 2016, il lui est alors offert la possibilité de participer au festival français Palest'In and Out, ce qui l'amène à jouer pour la première fois devant une scène d'un millier de personnes. C'est à ce moment qu'elle change son nom de scène pour simplement reprendre son prénom Sama'. Elle y rencontre Bachar Mar-Khalifé qui lui propose de remixer son morceau El Hilwatu. En 2017, elle est lauréate de la commission Musique de la Cité internationale des arts à Paris et y obtient une résidence. Voulant s'installer ensuite à Londres, elle doit renoncer faute de visa.

### Accès à la notoriété (2018–2020)
Sa carrière connait une accélération toute particulière en 2018 où elle participe au festival Fusion en Allemagne et au Sziget en Hongrie. Mais c'est surtout la diffusion de son DJ set depuis la Palestine pour Boiler Room qui la fait connaitre, vidéo qui dépassait les 6 millions de vues en 2021. Après cet événement, elle devient soudainement une DJ demandée et commence alors à vivre de cette seule activité.
Elle fonde en 2019 avec d'autres artistes palestiniens le collectif Electrosteen, projet qui reprend la musique folklorique palestinienne et y ajoute une touche techno, hip-hop ou reggae. C'est le seul exemple de réutilisation de musique orientale qu'elle utilise. Elle qualifie d'ordinaire sa musique comme typiquement techno, voire allemande, sans que ses origines ne l'influence.

### Polémique de Nabi Moussa (depuis 2020)
Le 27 décembre 2020, une polémique éclate après qu'elle donne un concert privé à Nabi Moussa. Dès la sortie des premiers extraits de l'événement sur les réseaux sociaux, de fausses informations et rumeurs commencent à circuler, accusant l'artiste de manquer de respect envers le lieu, tombe présumée du prophète Moïse. La représentation se faisait dans le cadre d'une série de quatre vidéos commandées par Beatport. Selon la famille de Sama' Abdulhadi et la Commission indépendante des droits de l'homme de Cisjordanie, l'événement aurait été approuvée par le ministère du tourisme palestinien et se faisait dans le respect des consignes sanitaires dans le cadre de la pandémie de Covid-19. Le lendemain, elle est arrêtée puis placée en détention pour profanation d'un lieu religieux et non-respect du protocole sanitaire. La nouvelle de son arrestation crée une vague d'indignation dans le monde, une pétition est créée en son soutien, et de nombreux DJ s'y rallient, notamment par le hashtag #FreeSama. Une commission d'enquête sur l'événement est alors demandée par le premier ministre palestinien Mohammad Chtayyeh.
Le 4 janvier 2021, elle est finalement relâchée sous caution. Elle attend actuellement son jugement pour lequel elle encourt une peine de deux ans de prison. Un temps privé de sa liberté de quitter le sol palestinien, cette restriction est levée avant l'été 2021, lui permettant de reprendre ses tournées.

## Discographie

### Apparitions
- 2021 : Sama' Abdulhadi - Reverie dans Monday Dreamin' (CircoLoco Records)

### Remixes
- 2018 : Bachar Mar-Khalifé - El Hilwatu (Sama' Remix)
- 2020 : Perry Farell - Vast Visitation (Sama' Abdulhadi Remix)
- 2020 : James Organ - Muuden (Sama' Abdulhadi Remix)